# Europese kampioenschappen judo 2017
De Europese kampioenschappen judo 2017 waren de 28ste editie van de Europese kampioenschappen judo en werden gehouden in de Torwar Hall in Warschau, Polen, van donderdag 20 april tot en met zondag 23 april 2017. Aan het toernooi deden 369 judoka's mee, afkomstig uit 41 landen.

## Deelnemers

### Nederland
Mannen
– 60 kg — Geen deelnemer
– 66 kg — Geen deelnemer
– 73 kg — Sam van 't Westende
– 81 kg — Frank de Wit
– 90 kg — Noël van 't End
–100kg — Michael Korrel
+100kg — Roy Meyer
Vrouwen
–48 kg — Geen deelneemster
–52 kg — Geen deelneemster
–57 kg — Margriet Bergstra
–63 kg — Sanne Vermeer
–70 kg — Sanne van Dijke, Natascha Ausma
–78 kg — Guusje Steenhuis, Karen Stevenson
+78 kg — Tessie Savelkouls

## Resultaten

### Mannen
| Gewichtsklasse | Goud                | Zilver           | Brons                                |
| -------------- | ------------------- | ---------------- | ------------------------------------ |
| – 60 kg        | Robert Mshvidobadze | Yanislav Gerchev | Orkhan Safarov Francisco Garrigós    |
| – 66 kg        | Georgii Zantaraia   | Adrian Gomboc    | Matej Poliak Nijat Shikhalizada      |
| – 73 kg        | Hidayet Heydarov    | Musa Mogushkov   | Rustam Orujov Tommy Macias           |
| – 81 kg        | Alan Khubetsov      | Dominic Ressel   | Aslan Lappinagov Dominik Druzeta     |
| – 90 kg        | Aleksandar Kukolj   | Axel Clerget     | Khusen Khalmurzaev Beka Gviniashvili |
| – 100 kg       | Elkhan Mammadov     | Cyrille Maret    | Kirill Denisov Kazbek Zankishiev     |
| + 100 kg       | Guram Tushishvili   | Adam Okruashvili | Lukas Krpálek Roy Meyer              |
| Teams          | Georgië             | Rusland          | Hongarije Oekraïne                   |

### Vrouwen
| Gewichtsklasse | Goud              | Zilver               | Brons                                    |
| -------------- | ----------------- | -------------------- | ---------------------------------------- |
| – 48 kg        | Daria Bilodid     | Irina Dolgova        | Noa Minsker Éva Csernoviczki             |
| –52 kg         | Majlinda Kelmendi | Alesya Kuznetsova    | Evelyne Tschopp Joana Ramos              |
| –57 kg         | Priscilla Gneto   | Theresa Stoll        | Nora Gjakova Helene Receveaux            |
| –63 kg         | Tina Trstenjak    | Margaux Pinot        | Alice Schlesinger Kathrin Unterwurzacher |
| –70 kg         | Sanne van Dijke   | Giovanna Scoccimarro | Marie Eve Gahié Barbara Matić            |
| –78 kg         | Audrey Tcheuméo   | Guusje Steenhuis     | Natalie Powell Abigel Joo                |
| + 78 kg        | Maryna Slutskaya  | Svitlana Iaromka     | Carolin Weiss Larisa Cerić               |
| Teams          | Frankrijk         | Polen                | Kroatië Duitsland                        |

## Medaillespiegel
| Plaats | Land                  | Goud | Zilver | Brons | Totaal |
| 1      | Frankrijk             | 3    | 3      | 2     | 8      |
| 2      | Rusland               | 2    | 4      | 4     | 10     |
| 3      | Georgië               | 2    | 1      | 1     | 4      |
| 3      | Oekraïne              | 2    | 1      | 1     | 4      |
| 5      | Azerbeidzjan          | 2    | 0      | 3     | 5      |
| 6      | Nederland             | 1    | 1      | 1     | 3      |
| 7      | Slovenië              | 1    | 1      | 0     | 2      |
| 8      | Kosovo                | 1    | 0      | 1     | 2      |
| 9      | Wit-Rusland           | 1    | 0      | 0     | 1      |
| 9      | Servië                | 1    | 0      | 0     | 1      |
| 11     | Duitsland             | 0    | 3      | 2     | 5      |
| 12     | Bulgarije             | 0    | 1      | 0     | 1      |
| 12     | Polen                 | 0    | 1      | 0     | 1      |
| 14     | Kroatië               | 0    | 0      | 3     | 3      |
| 14     | Hongarije             | 0    | 0      | 3     | 3      |
| 16     | Verenigd Koninkrijk   | 0    | 0      | 2     | 2      |
| 17     | Oostenrijk            | 0    | 0      | 1     | 1      |
| 17     | Bosnië en Herzegovina | 0    | 0      | 1     | 1      |
| 17     | Tsjechië              | 0    | 0      | 1     | 1      |
| 17     | Portugal              | 0    | 0      | 1     | 1      |
| 17     | Roemenië              | 0    | 0      | 1     | 1      |
| 17     | Slowakije             | 0    | 0      | 1     | 1      |
| 17     | Spanje                | 0    | 0      | 1     | 1      |
| 17     | Zweden                | 0    | 0      | 1     | 1      |
| 17     | Zwitserland           | 0    | 0      | 1     | 1      |
| Totaal | Totaal                | 16   | 16     | 32    | 64     |